# Lieux de sépulture des fondateurs des religions du monde
Cet article répertorie les prétendues reliques de figures majeures des traditions religieuses. S'il n'y a ni lieu de sépulture ni relique, le lieu du décès est mentionné. 

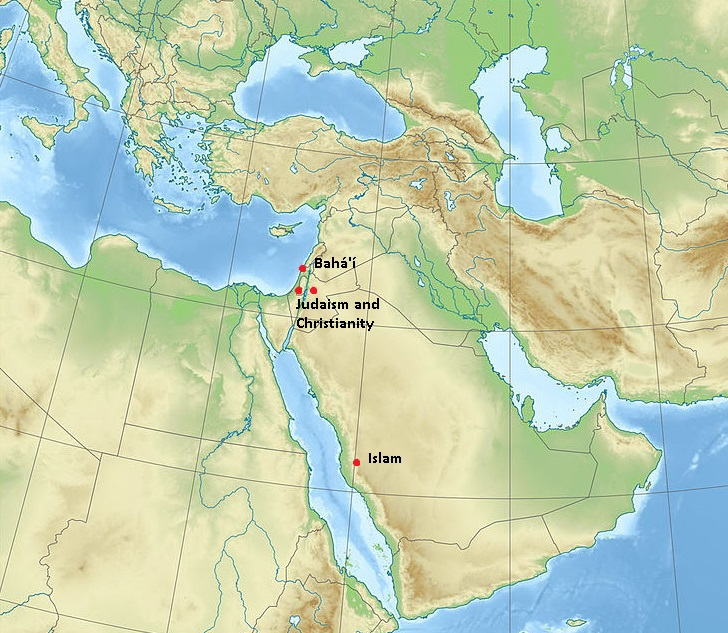
Carte des lieux de sépulture des fondateurs des religions abrahamiques.

## Bábisme
Le sanctuaire du Báb, lieu de sépulture du Báb, fondateur du babisme et l'une des trois figures centrales de la foi bahá'íe, est situé sur le mont Carmel, à Haïfa, en Israël. 

## Foi bahá'íe
Situé à Bahji près d'Acre, en Israël, le sanctuaire de Bahá'u'lláh est le lieu le plus saint pour les baha'is et leur qiblih, ou direction de prière. Il contient les restes de Baha'u'llah, fondateur de la foi bahá'íe et se trouve près de l'endroit où il est mort dans le manoir de Bahji.

## Bouddhisme
Le corps de Gautama Bouddha a été incinéré à Kushinagar, en Inde, et les reliques ont été placées dans des monuments ou des stupas, dont certains auraient survécu jusqu'à nos jours. 
Ramabhar Stupa à Kushinagar a été construit sur une partie des cendres du Bouddha à l'endroit où il a été incinéré par l'ancien peuple Malla. Le temple de la Dent ou Dalada Maligawa au Sri Lanka est l'endroit où la relique de la dent droite de Bouddha est actuellement conservée.

## Christianisme
Selon des sources chrétiennes primitives, l'église du Saint-Sépulcre occupe l'endroit où Jésus aurait été enseveli entre sa crucifixion et sa résurrection. Il est situé dans le quartier chrétien de la vieille ville de Jérusalem. 
Un deuxième site, connu sous le nom de Garden Tomb, situé juste à l'extérieur de la vieille ville de Jérusalem est devenu une alternative protestante populaire à l'église du Saint-Sépulcre, qui est dominée par les religions catholique et orthodoxe. 

### Science chrétienne
Mary Baker Eddy, fondatrice de Science chrétienne, est enterrée au cimetière de Mount Auburn à Cambridge, Massachusetts, aux États-Unis.

### Luthéranisme
Martin Luther est enterré dans l'église de la Toussaint à Wittenberg, une ancienne église catholique aux portes de laquelle il a cloué ses 95 thèses. Aujourd'hui, c'est une église luthérienne.

### Saints des derniers jours
Joseph Smith est enterré au cimetière de la famille Smith à Nauvoo, Illinois aux États-Unis.

## Confucianisme
La tombe de Confucius, fondateur du confucianisme, se trouve dans sa ville natale de Qufu, dans la province du Shandong, en Chine. La tombe de Confucius est située dans un grand cimetière où sont également enterrés plus de 100 000 de ses descendants. 

## Hindouisme
Le lieu de mort de Krishna est situé à Prabhas Patan, Saurashtra, dans le Gujarat en Inde. L'endroit connu sous le nom de dehotsarg est à environ 1,5 km du temple Somnath, où les empreintes de Krishna sont présentes, et un nouveau temple, le Gita Mandir, est situé juste derrière les empreintes de pas. L'endroit est également connu sous le nom de golokadham prasthan tirth, tandis que l'endroit où Krishna a été abattu par une flèche est situé à Bhalka, est situé 5 km du temple Somnāth, Krishna aurait marché 4 km de Bhalka jusqu'aux rives de la rivière Hiran et y a laissé son corps, aujourd'hui connu sous le nom de dehotsarg.

## Islam
Selon les premières sources musulmanes, Mahomet est enterré dans la mosquée du Prophète (al-Masjid an-Nabawi) dans la ville de Médine en Arabie saoudite. Le tombeau de Mahomet  se trouve dans les limites de ce qui était sa maison. De son vivant, il jouxtait la mosquée, qui a été agrandie sous le règne du calife Al-Walīd Ier pour inclure sa tombe. Son tombeau est situé dans le coin sud-est de la mosquée. Un dôme vert a été construit sur sa tombe ainsi que sur la tombe des premiers califes islamiques Abou Bakr et Omar.

## Judaïsme
Selon le Deutéronome 34: 6, la tombe de Moïse est sur ou près du mont Nébo juste à l'est du Jourdain, maintenant dans le royaume de Jordanie. 
La grotte des patriarches est située dans l'ancienne ville d'Hébron. Selon la tradition juive, chrétienne et islamique, le complexe renferme le lieu de sépulture de quatre couples bibliques : Adam et Ève, Abraham et Sarah, Isaac et Rébecca et Jacob et Léa. Selon des sources midrashiques, il contient également la tête d'Ésaü, le frère de Jacob.

## Scientologie
À sa mort, L. Ron Hubbard a été incinéré et ses cendres ont été dispersées dans l'océan Pacifique. 

## Sikhisme
Gurdwara Kartarpur (en) (qui signifie « La Demeure de Dieu ») a été établi par Guru Nanak, le fondateur du sikhisme en 1522. Lorsque Guru Nanak mourut en 1539, les hindous et les musulmans n'étaient pas d'accord sur la manière d'accomplir ses derniers rites. Un samadhi (selon la tradition hindoue) se trouve dans le gurdwara et une tombe (selon les traditions musulmanes) se trouve sur les lieux pour rappeler cette discorde. Le gurdwara est situé dans un petit village nommé Kartarpur sur la rive ouest de la rivière Ravi au Pendjab, au Pakistan. 
Quand il est devenu clair que la mort de Guru Nanak était proche, un différend a éclaté parmi ses disciples. Ses fidèles hindous voulaient incinérer les restes tandis que ses fidèles musulmans voulaient enterrer le corps selon la tradition islamique. Nanak a négocié un compromis en suggérant que chaque groupe devrait placer une guirlande de fleurs à côté de son corps, et ceux dont la guirlande est restée non filtrée après trois jours pourraient disposer de son corps selon leur tradition. Cependant, le lendemain matin, en soulevant le tissu sous lequel reposait le corps du Guru, seules les fleurs partagées entre ses disciples ont été trouvées. Les hindous incinéraient leurs fleurs tandis que les musulmans enterraient les leurs. Le gourou était parti. 
Le gurdwara de Kartarpur peut être vu depuis un autre gurdwara situé de l'autre côté de la frontière dans la ville historique de Dera Baba Nanak en Inde, un autre centre de prédication important du Guru. Les deux sites sont l'un des endroits les plus importants du sikhisme situé le long de la frontière indo-pakistanaise. Récemment, il y a eu des pressions pour ouvrir un couloir pour que les sikhs d'Inde visitent le sanctuaire sans aucune entrave ni visa. Le site n'est situé qu'à 2 km de la frontière internationale.

## Taoïsme
Selon la légende taoïste, Laozi a transmis le Dao de jing à la demande d'un garde-frontière avant de quitter la Chine (c'est-à-dire d'une civilisation connue). On pense qu'il a vécu le reste de ses jours en communion avec la nature, et certaines traditions taoïstes soutiennent qu'il a atteint l'immortalité. Qu'il ait subi la mort ou non n'est pas clairement indiqué par toutes les parties de la tradition, et s'il l'a fait, c'était dans une région éloignée, loin de la civilisation à cette époque.

## Tenrikyo
Le Tenrikyo considère le sanctuaire de la fondatrice à Tenri, Nara, Japon comme le site où Nakayama Miki, décédée en 1887, «vit et travaille» elle est. 

## Zoroastrisme
Il n'y a pas de consensus sur l'endroit où Zoroastre, le fondateur du zoroastrisme a vécu, et encore moins sur l'endroit où il est mort ou ce qu'il est advenu de ses restes. La plupart pensent qu'il est mort à Balkh alors qu'il priait. Quand il est mort, son corps entier est devenu une flamme, car le feu dans le zoroastrisme est très important. 

## Galerie des lieux de sépulture

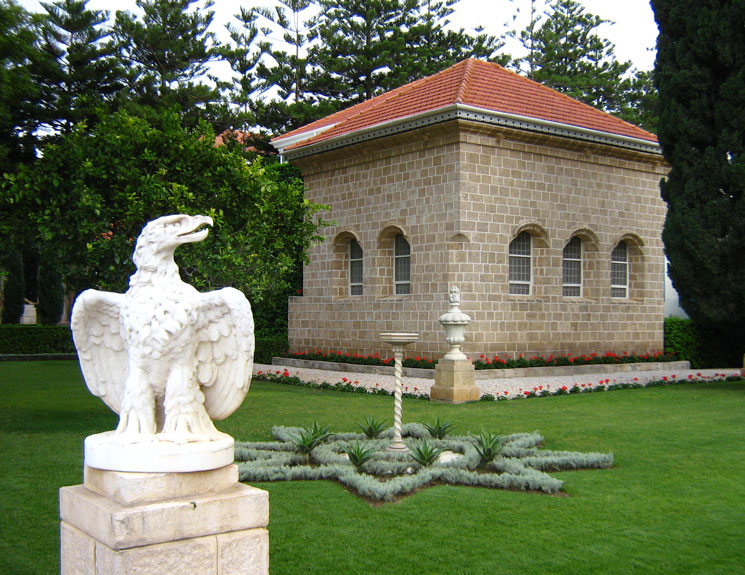
Foi bahá'íe : sanctuaire de Bahá'u'lláh
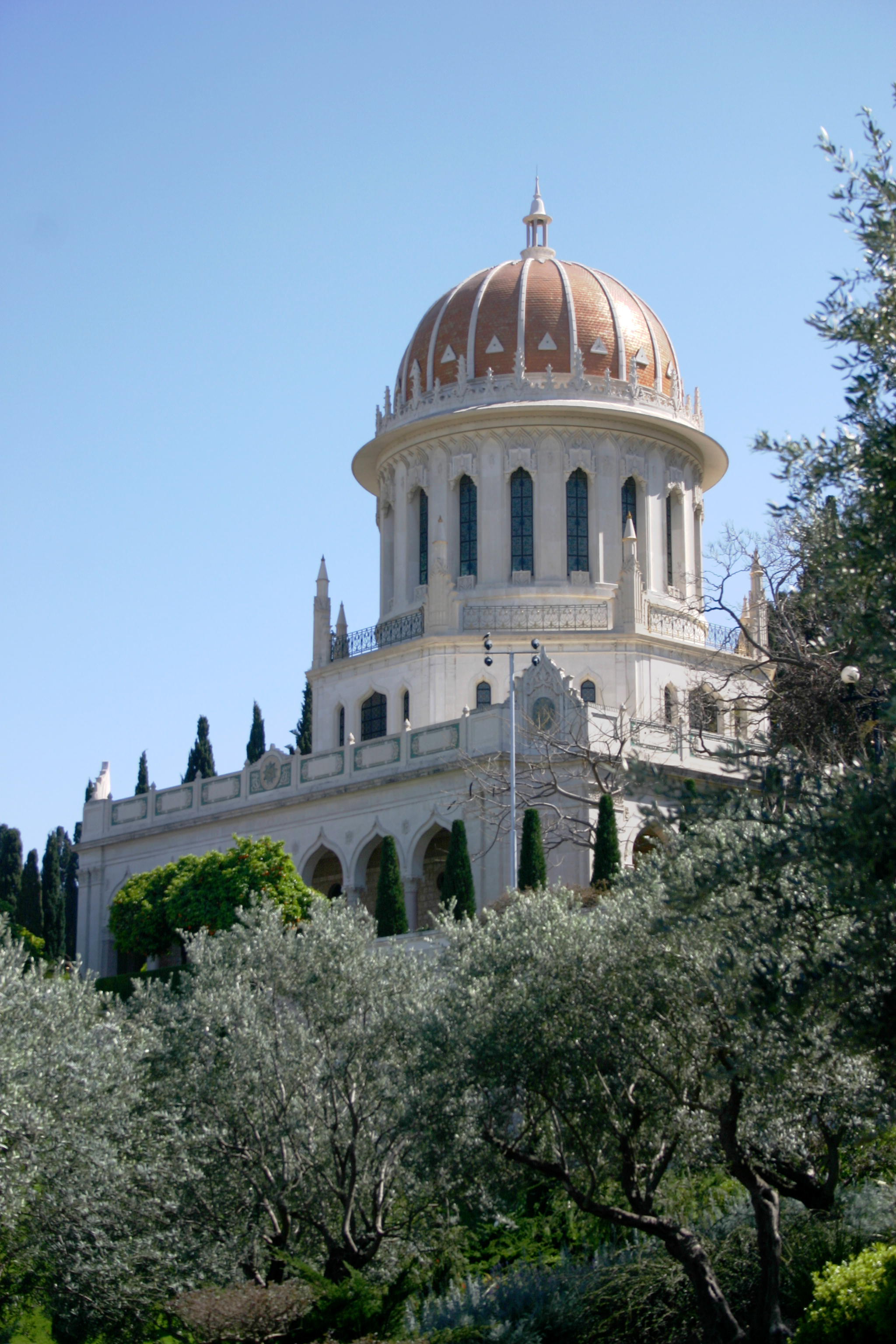
Foi bahá'íe : sanctuaire du Báb
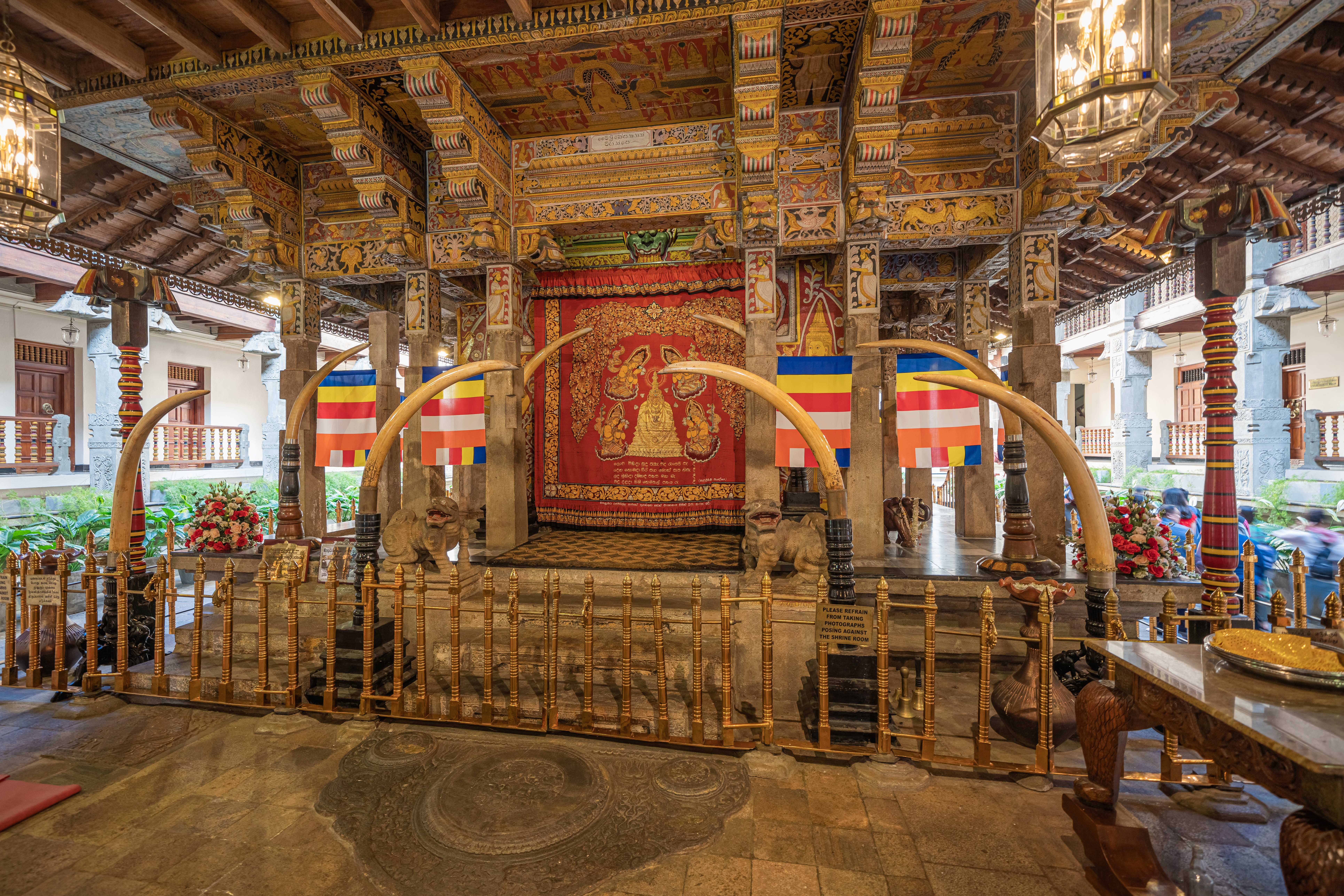
Bouddhisme : temple de la dent sacrée
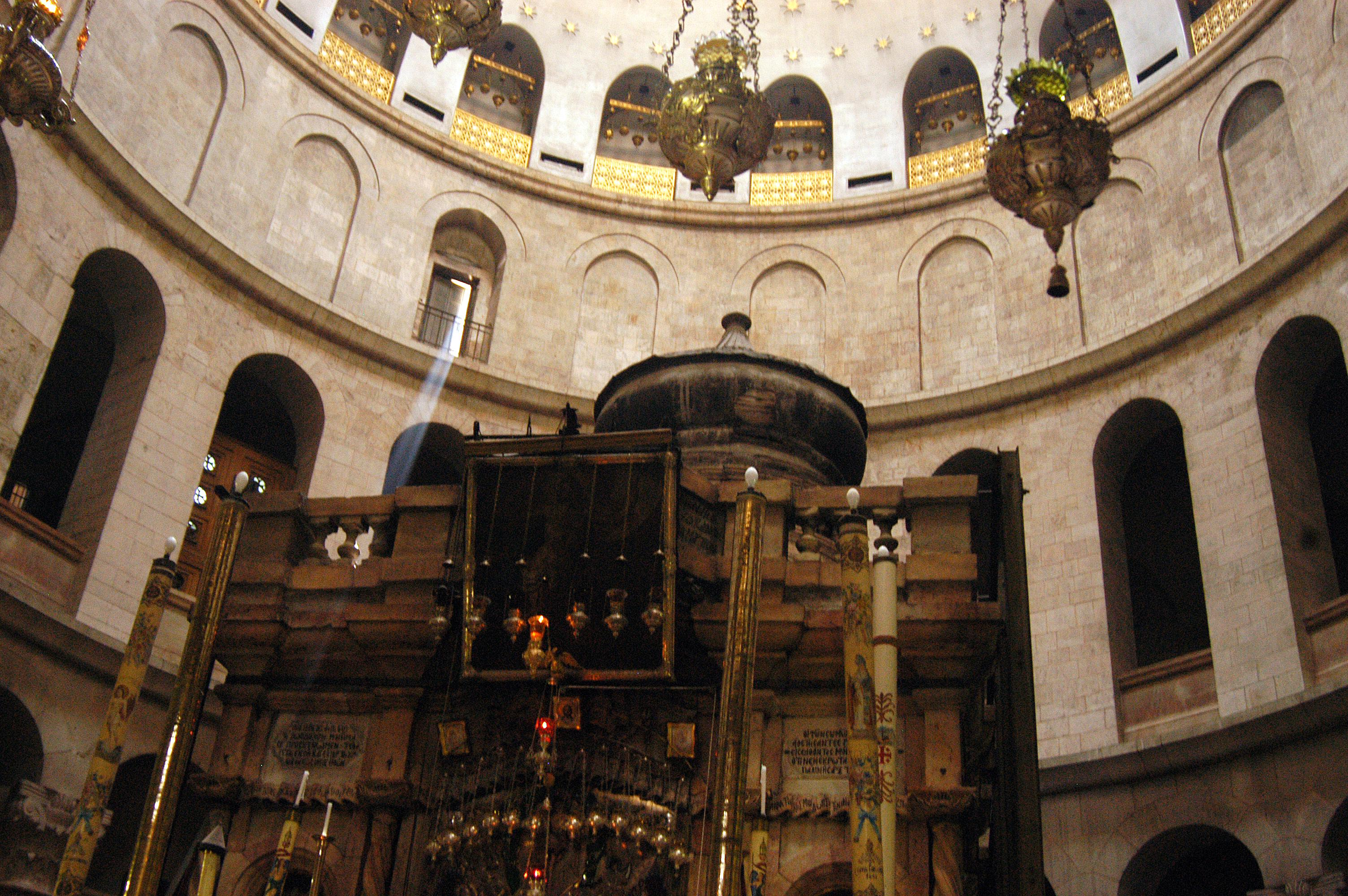
Christianisme : l'édicule du Saint-Sépulcre
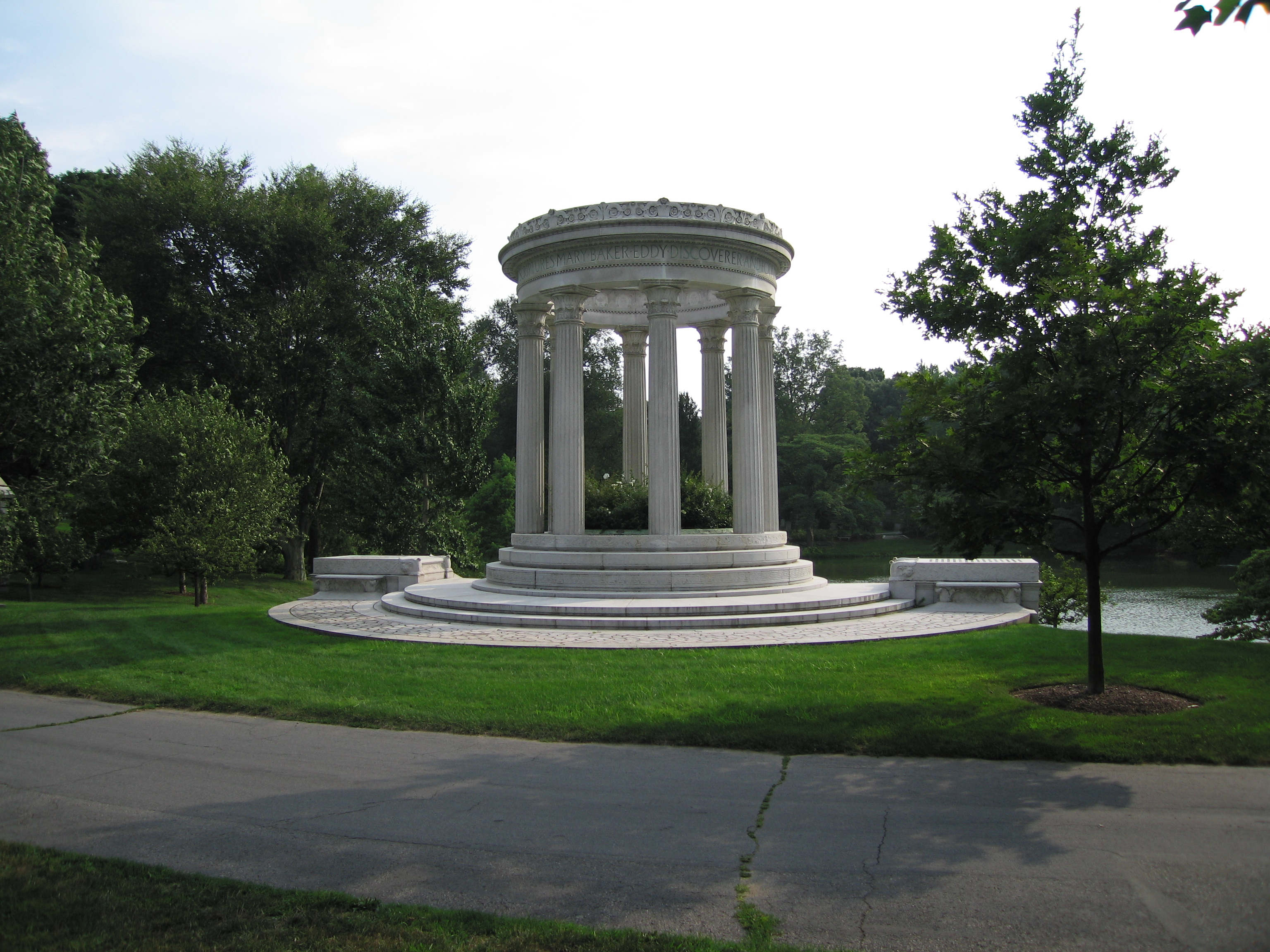
Science chrétienne : tombe de Mary Baker Eddy
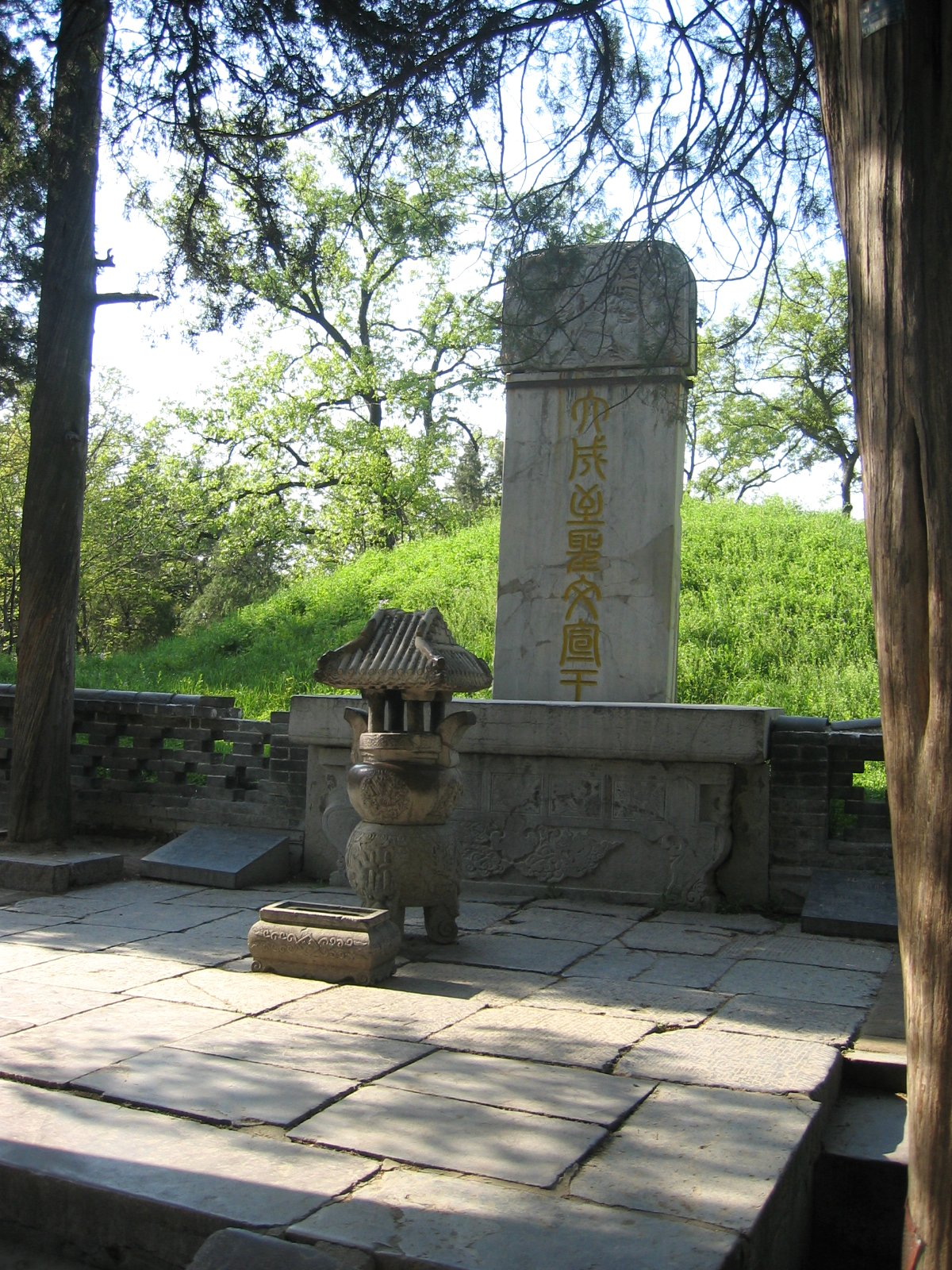
Confucianisme : Tombe de Confucius
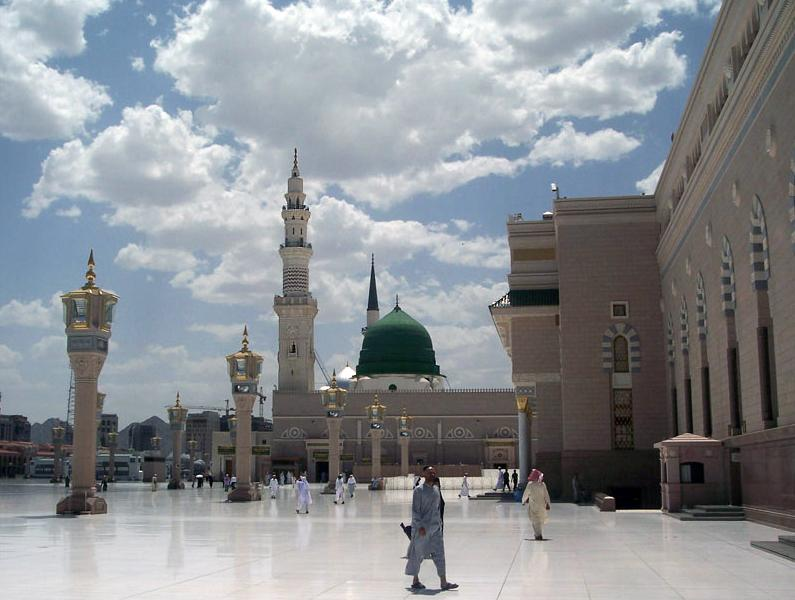
Islam : le Dôme Vert, tombeau de Mahomet
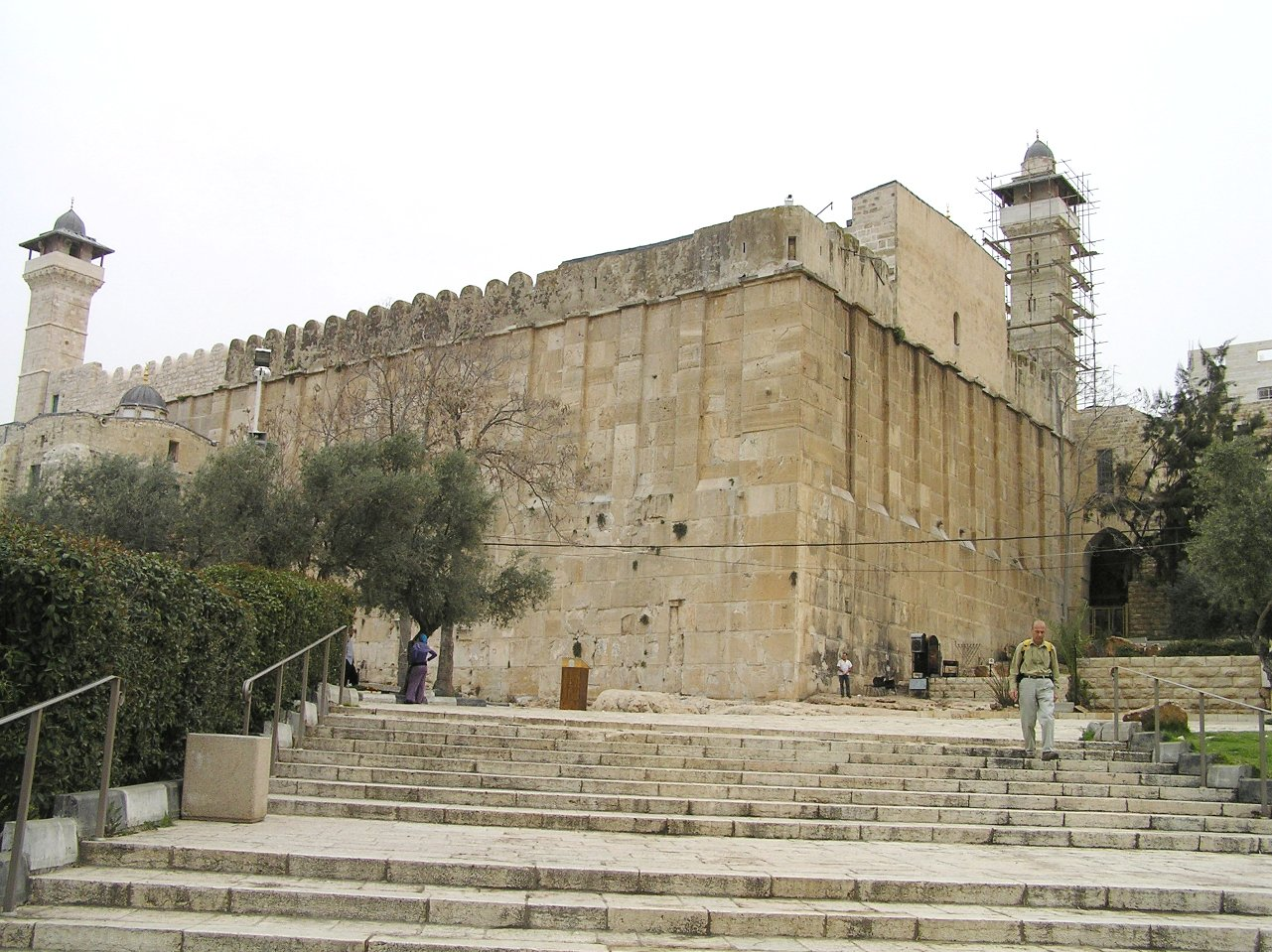
Judaïsme : Grotte des Patriarches
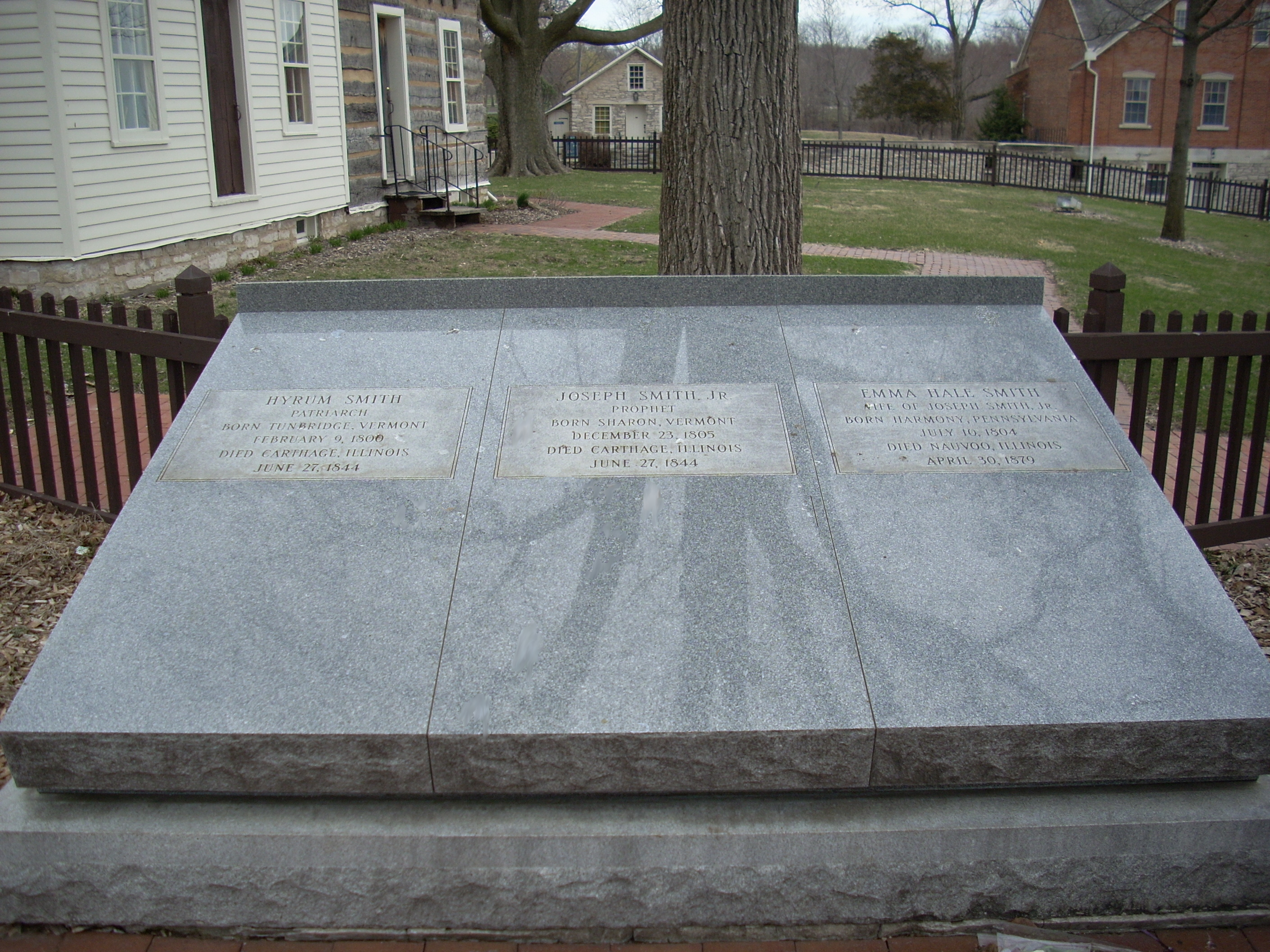
Mormonisme : la tombe de Joseph Smith
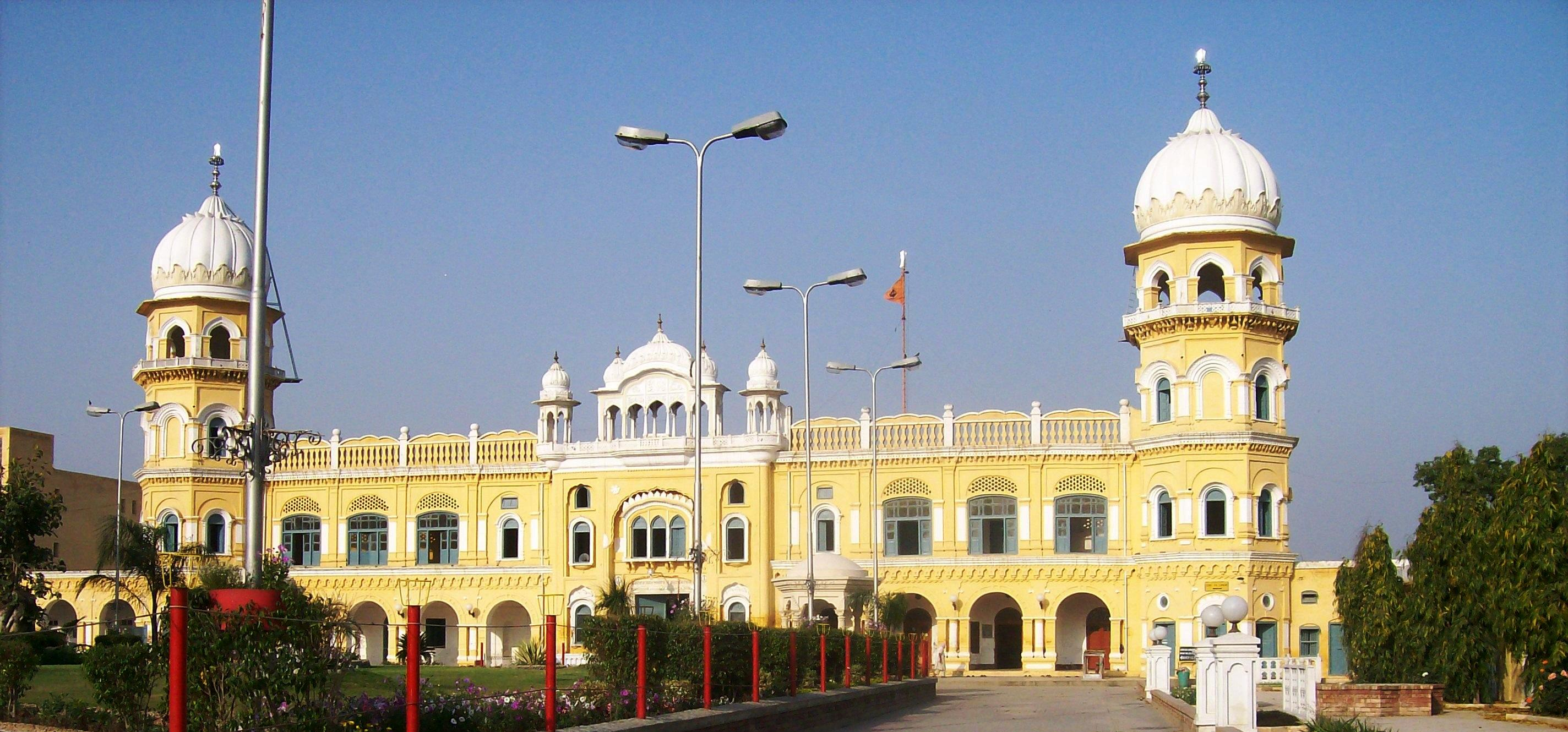
Sikhisme : Gurudwara du Guru Nanak
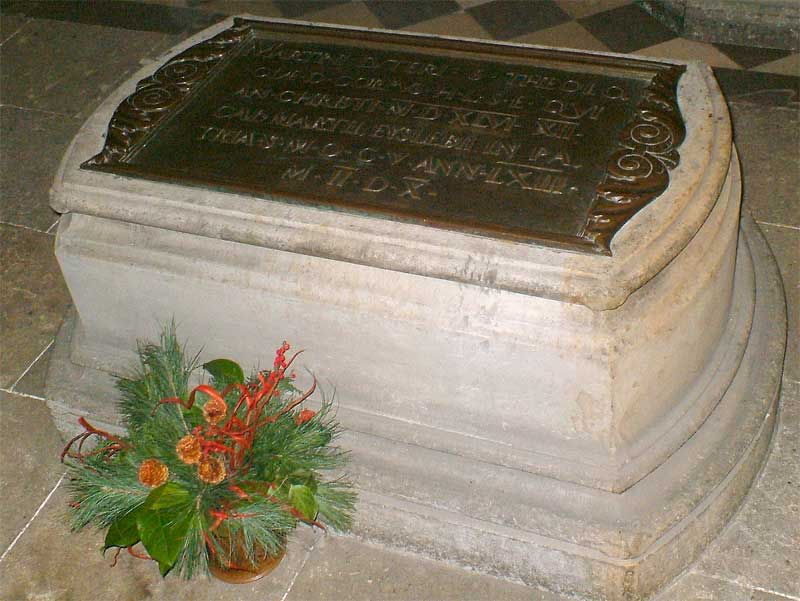
Luthéranisme : la tombe de Martin Luther
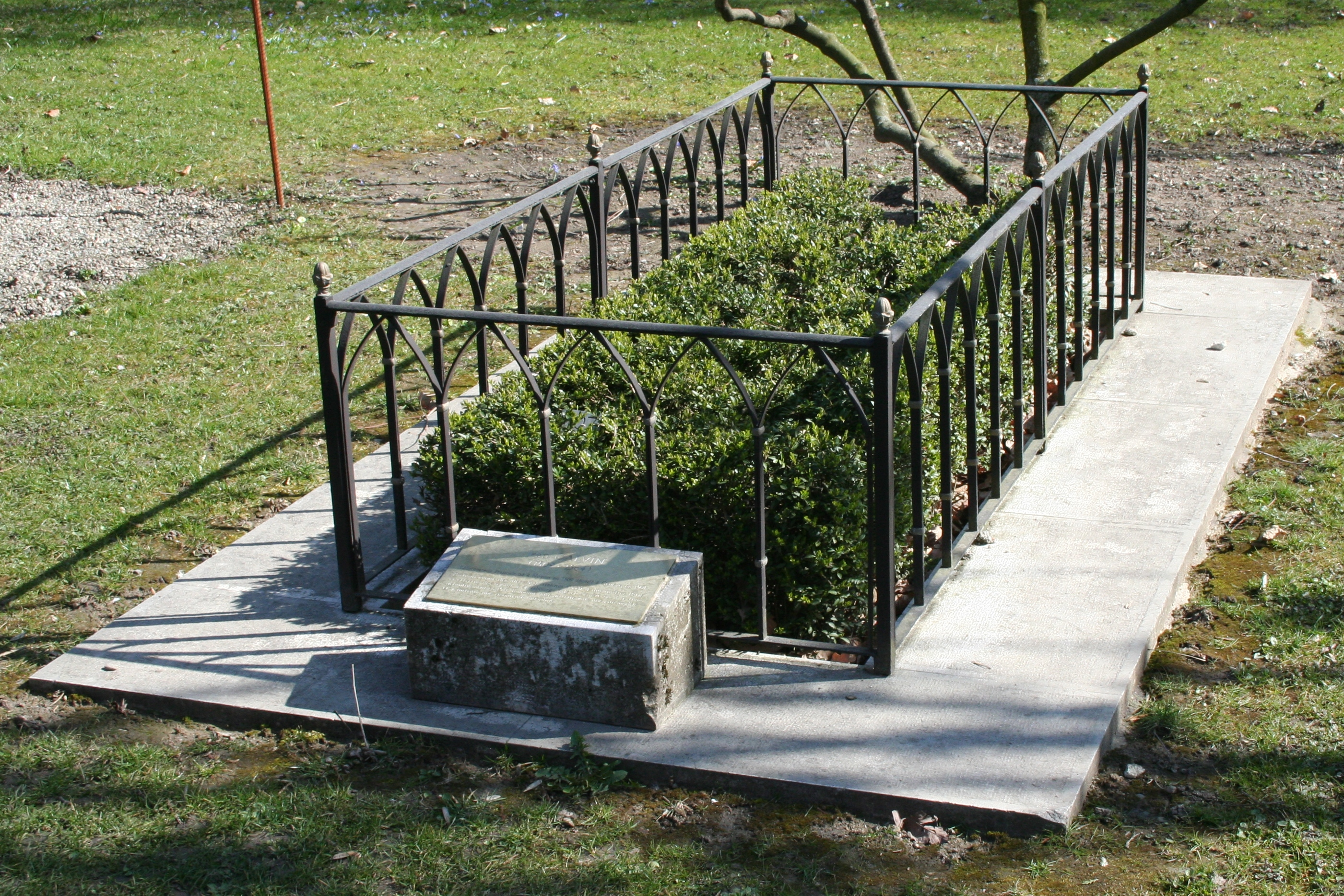
Calvinisme : la tombe supposée de Jean Calvin
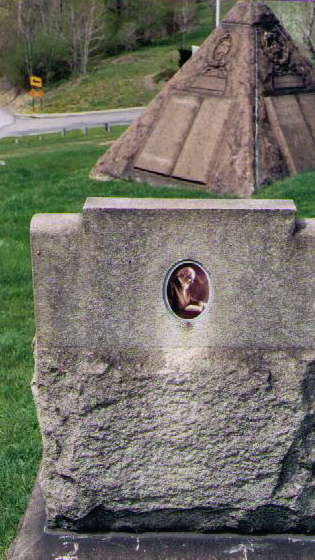
Témoins de Jéhovah : tombe de Charles T. Russell

## Voir également
- Liste des fondateurs de traditions religieuses
- Liste des lieux de sépulture des figures bibliques
- Pèlerinage
- Voyage sacré